# Райт, Томми
Томас Джеймс (Томми) Райт (англ. Thomas James (Tommy) Wright; род. 21 октября 1944, Ливерпуль, Ланкашир) — английский футболист, защитник. Прежде известный по выступлениям за английский «Эвертон», в котором провел всю свою игровую карьеру, а также за сборную Англии.

## Клубная карьера
Томми провёл всю свою карьеру в ливерпульском «Эвертоне», начав свою карьеру в 1964 году. Всего за «Эвертон» Райт сыграл 373 матча и забил 4 гола. Он помог „ирискам“ выиграть Кубок Англии 1966 года, дойти до финала в 1968 году и сыграть все 42 игры в Первом дивизионе в сезоне 1969/70.
Райт часто описывается как лучший правый защитник «Эвертона» (Ещё один кандидат для этой чести Кит Ньютон, который также играл в ливерпульском клубе, а другой Гари Стивенс). Джордж Бест однажды[когда?] описал Райта, как наиболее сложного противника.
Закончил карьеру в 1974 году из-за серьёзной травмы.

## Карьера за сборную
Райт сыграл 12 матчей за сборную Англии, в том числе классический матч против сборной Бразилии на чемпионате мира 1970 года в Мексике. Дебют за сборную состоялся в матче, в котором Англия выиграла СССР в матче за третье место на чемпионате Европы 1968 года в Италии. Он является единственным игроком сборной Англии, который дебютировал в финальном этапе Чемпионата Европы.

## Достижения
- Чемпион Англии: 1969/70
- Обладатель Кубка Англии: 1966
- Обладатель Суперкубка Англии: 1970